# 道德人
道德人，亚当·斯密在《道德情操论》中阐述了人性不同于经济人的另外三个方面：同情心，正义感（合宜感），行为的利他主义倾向。这些是人的道德性的体现。斯密的这种伦理思想后来被发展成“道德人”理论。

## 相关概念
- 与“道德人”相关的概念是“社会人”，相对的概念是“经济人”。
- 参见亚当·斯密问题